# Meyer Wolfshiem
 (avril 2008).
Si vous disposez d'ouvrages ou d'articles de référence ou si vous connaissez des sites web de qualité traitant du thème abordé ici, merci de compléter l'article en donnant les références utiles à sa vérifiabilité et en les liant à la section « Notes et références ».
Meyer Wolfshiem est un personnage de fiction du roman Gatsby le Magnifique créé par l'écrivain américain F. Scott Fitzgerald.
Wolfshiem est directement inspiré par l'homme d'affaires américain et criminel Arnold Rothstein, comme le montre l'implication du personnage dans le trucage de la finale du Championnat de baseball de 1919 — affaire réelle qui impliqua à l'époque Arnold Rothstein.
Dans le roman, Wolfshiem apparaît intimement lié aux milieux du crime : trafic d'alcool, courtage, paris... C'est lui qui initie Gatsby au bootlegging et qui l'introduit dans la pègre new-yorkaise, comme il le confesse au chapitre IX.